# Shinji Morisue
Shinji Morisue (n. 22 mai 1957, Okayama, Japonia) este un gimnast japonez, premiat cu medalia de aur la bara fixă la Jocurile Olimpice de Vară de la Los Angeles. El s-a născut în Okayama, Okayama.

## Jocurile Olimpice
El a primit medalia de aur la bara orizontală, o medalie de argint la sărituri și o medalie de bronz la exerciții combinate de echipă la Jocurile Olimpice de vară din 1984 de la Los Angeles.

## Campionate Mondiale
Morisue a primit o medalie de bronz cu echipa din Japonia, în 1983 la World Artistic Gymnastics Championships în Budapesta.

## Scrieri
Morisue a scris scenariul manga despre sport Ganba! Fly High, bazat în mare parte pe experiențele sale în gimnastică, care ia adus în 1998 Premiul Shogakukan Manga pentru manga shōnen.